# Mistrzostwa Świata Juniorów w Biathlonie 2005
Mistrzostwa Świata Juniorów w Biathlonie 2005 odbyły się w fińskiej miejscowości Kontiolahti, w dniach 14 marca – 20 marca 2005 roku. Rozegrane zostały 4 konkurencje: bieg indywidualny, bieg sprinterski, bieg pościgowy i bieg sztafetowy. Wszystkie konkurencje zostały rozegrane dla mężczyzn i kobiet juniorów oraz juniorów młodszych. W sumie odbyło się 16 biegów.

## Wyniki kobiet (juniorki)

### Bieg indywidualny – 12,5 km[1]
- Data: 15 marca 2005

| Medal | Zawodnik             | Narodowość | Strzelanie | Wynik   | Strata  |
| ----- | -------------------- | ---------- | ---------- | ------- | ------- |
|       | Anne Preußler        | Niemcy     | 0+1+0+1    | 45:11,7 |         |
|       | Marija Kossinowa     | Rosja      | 1+0+1+1    | 46:15,5 | +1:03,8 |
|       | Mervi Markkanen      | Finlandia  | 1+0+0+0    | 46:20,2 | +1:08,5 |
| ...   | ...                  | ...        | ...        | ...     | ...     |
| 11.   | Paulina Bobak        | Polska     | 2+0+0+2    | 49:49,2 | +4:37,5 |
| 14.   | Agnieszka Grzybek    | Polska     | 1+1+1+0    | 49:57,2 | +4:45,5 |
| 29.   | Angelika Szrubianiec | Polska     | 2+1+1+2    | 53:05,4 | +7:53,7 |

### Bieg sprinterski – 7,5 km[2]
- Data: 17 marca 2005

| Medal | Zawodnik             | Narodowość | Strzelanie | Wynik   | Strata  |
| ----- | -------------------- | ---------- | ---------- | ------- | ------- |
|       | Magdalena Neuner     | Niemcy     | 0+0        | 23:08,5 |         |
|       | Anna Bułygina        | Rosja      | 1+2        | 24:11,3 | +1:02,8 |
|       | Anastasija Kuźmina   | Rosja      | 0+2        | 24:23,0 | +1:14,5 |
| ...   | ...                  | ...        | ...        | ...     | ...     |
| 13.   | Angelika Szrubianiec | Polska     | 0+1        | 26:13,1 | +3:04,6 |
| 21.   | Paulina Bobak        | Polska     | 0+3        | 26:49,8 | +3:41,3 |
| 39.   | Agnieszka Grzybek    | Polska     | 3+1        | 28:40,5 | +5:32,0 |

### Bieg pościgowy – 10 km[3]
- Data: 18 marca 2005

| Medal | Zawodnik             | Narodowość | Strzelanie | Wynik   | Strata  |
| ----- | -------------------- | ---------- | ---------- | ------- | ------- |
|       | Anna Bułygina        | Rosja      | 1+0+5+1    | 37:08,2 |         |
|       | Magdalena Neuner     | Niemcy     | 2+3+2+2    | 38:10,8 | +1:02,6 |
|       | Marija Kossinowa     | Rosja      | 0+0+3+2    | 38:31,9 | +1:23,7 |
| ...   | ...                  | ...        | ...        | ...     | ...     |
| 19.   | Paulina Bobak        | Polska     | 0+1+1+3    | 42:24,7 | +5:16,5 |
| 21.   | Angelika Szrubianiec | Polska     | 2+1+1+2    | 43:10,5 | +6:02,3 |
| 31.   | Agnieszka Grzybek    | Polska     | 3+1+2+2    | 45:42,9 | +8:34,7 |

### Bieg sztafetowy – 3×6km[4]
- Data: 20 marca 2005

| Medal | Drużyna                                                           | Strzelanie                      | Wynik     | Strata  |
| ----- | ----------------------------------------------------------------- | ------------------------------- | --------- | ------- |
|       | Rosja · Marija Kossinowa · Anastasija Kuźmina · Anna Bułygina     | 0+2 0+2 0+0 0+0 0+1 0+2 0+1 0+0 | 59:20,6   |         |
|       | Niemcy · Kathrin Hitzer · Magdalena Neuner · Anne Preußler        | 0+5 1+9 0+2 1+3 0+3 0+3 0+0 0+3 | 1:02:15,9 | +2:55,3 |
|       | Estonia · Tagne Tähe · Eveli Saue · Sirli Hanni                   | 0+1 0+2 0+0 0+1 0+1 0+1 0+0 0+0 | 1:03:28,5 | +4:07,9 |
| ...   | ...                                                               | ...                             | ...       | ...     |
| 8.    | Polska · Paulina Bobak · Angelika Szrubianiec · Agnieszka Grzybek | 0+1 1+4 0+0 0+0 0+0 1+3 0+1 0+1 | 1:05:31,1 | +6:10,5 |

## Wyniki kobiet (juniorki młodsze)

### Bieg indywidualny – 10 km[5]
- Data: 14 marca 2005

| Medal | Zawodnik                     | Narodowość | Strzelanie | Wynik   | Strata  |
| ----- | ---------------------------- | ---------- | ---------- | ------- | ------- |
|       | Swietłana Slepcowa           | Rosja      | 0+0+1+1    | 38:25,6 |         |
|       | Wita Semerenko               | Ukraina    | 1+0+1+1    | 39:41,0 | +1:15,4 |
|       | Marie Dorin                  | Francja    | 0+2+0+0    | 40:19,0 | +1:53,4 |
| ...   | ...                          | ...        | ...        | ...     | ...     |
| 32.   | Weronika Nowakowska-Ziemniak | Polska     | 0+4+1+0    | 44:58,0 | +6:32,4 |
| 49.   | Iga Kaczmarczyk              | Polska     | 1+2+0+2    | 47:37,1 | +9:11,5 |
| 51.   | Joanna Grzeszczak            | Polska     | 3+1+1+0    | 47:44,1 | +9:18,5 |

### Bieg sprinterski – 6 km[6]
- Data: 16 marca 2005

| Medal | Zawodnik                     | Narodowość | Strzelanie | Wynik   | Strata  |
| ----- | ---------------------------- | ---------- | ---------- | ------- | ------- |
|       | Darja Domraczawa             | Białoruś   | 1+1        | 21:25,0 |         |
|       | Marion Blondeau              | Francja    | 0+0        | 21:35,8 | +10,8   |
|       | Anastazja Kuzniecowa         | Rosja      | 0+1        | 21:42,7 | +17,7   |
| ...   | ...                          | ...        | ...        | ...     | ...     |
| 40.   | Weronika Nowakowska-Ziemniak | Polska     | 2+1        | 24:34,5 | +3:09,5 |
| 51.   | Iga Kaczmarczyk              | Polska     | 0+2        | 25:07,3 | +3:42,3 |
| 57.   | Joanna Grzeszczak            | Polska     | 0+3        | 25:40,9 | +4:15,9 |

### Bieg pościgowy – 7,5 km[7]
- Data: 18 marca 2005

| Medal | Zawodnik                     | Narodowość | Strzelanie | Wynik   | Strata  |
| ----- | ---------------------------- | ---------- | ---------- | ------- | ------- |
|       | Darja Domraczawa             | Białoruś   | 2+0+2+2    | 26:36,6 |         |
|       | Swietłana Slepcowa           | Rosja      | 1+2+2+0    | 27:57,6 | +1:21,0 |
|       | Olga Alifirawec              | Białoruś   | 0+2+2+1    | 28:20,6 | +1:44,0 |
| ...   | ...                          | ...        | ...        | ...     | ...     |
| 35.   | Iga Kaczmarczyk              | Polska     | 2+0+0+1    | 33:20,6 | +6:44,0 |
| 36.   | Weronika Nowakowska-Ziemniak | Polska     | 1+1+3+3    | 33:40,1 | +7:03,5 |
| 55.   | Joanna Grzeszczak            | Polska     | 2+1+2+3    | 36:12,2 | +9:35,6 |

### Bieg sztafetowy – 3×6km[8]
- Data: 19 marca 2005

| Medal | Drużyna                                                                     | Strzelanie                      | Wynik     | Strata  |
| ----- | --------------------------------------------------------------------------- | ------------------------------- | --------- | ------- |
|       | Francja · Anaïs Bescond · Marie Dorin · Marion Blondeau                     | 0+1 0+5 0+0 0+1 0+1 0+3 0+0 0+1 | 1:05:35,4 |         |
|       | Ukraina · Wita Semerenko · Ludmyła Żyber · Wałentyna Semerenko              | 0+3 2+7 0+0 0+1 0+0 2+3 0+3 0+3 | 1:06:06,6 | +31,2   |
|       | Rosja · Swietłana Slepcowa · Irina Maksimowa · Anastazja Kuzniecowa         | 2+5 1+5 0+1 0+1 2+3 1+3 0+1 0+1 | 1:06:24,5 | +49,1   |
| ...   | ...                                                                         | ...                             | ...       | ...     |
| 9.    | Polska · Weronika Nowakowska-Ziemniak · Iga Kaczmarczyk · Joanna Grzeszczak | 2+7 1+5 0+1 0+2 0+3 0+0 2+3 1+3 | 1:13:26,8 | +7:51,4 |

## Wyniki mężczyzn (juniorzy)

### Bieg indywidualny – 15 km[9]
- Data: 15 marca 2005

| Medal | Zawodnik             | Narodowość | Strzelanie | Wynik   | Strata   |
| ----- | -------------------- | ---------- | ---------- | ------- | -------- |
|       | Emil Hegle Svendsen  | Norwegia   | 0+0+0+1    | 43:54,7 |          |
|       | Ondřej Moravec       | Czechy     | 2+0+0+0    | 44:40,9 | +46,2    |
|       | Igor Minczenkow      | Rosja      | 0+0+1+0    | 45:20,8 | +1:26,1  |
| ...   | ...                  | ...        | ...        | ...     | ...      |
| 27.   | Stanisław Kępka      | Polska     | 1+1+1+0    | 50:12,6 | +6:17,9  |
| 34.   | Mirosław Kobus       | Polska     | 1+2+0+2    | 50:38,5 | +6:43,8  |
| 53.   | Krzysztof Uklejewicz | Polska     | 2+1+0+2    | 52:39,2 | +8:44,5  |
| 77.   | Stanisław Karpiel    | Polska     | 2+1+3+3    | 55:56,2 | +12:01,5 |

### Bieg sprinterski – 10 km[10]
- Data: 17 marca 2005

| Medal | Zawodnik             | Narodowość | Strzelanie | Wynik   | Strata  |
| ----- | -------------------- | ---------- | ---------- | ------- | ------- |
|       | Emil Hegle Svendsen  | Norwegia   | 0+1        | 25:34,8 |         |
|       | Simon Fourcade       | Francja    | 0+0        | 25:55,0 | +20,2   |
|       | Stian Navik          | Norwegia   | 1+0        | 26:17,1 | +42,3   |
| ...   | ...                  | ...        | ...        | ...     | ...     |
| 34.   | Mirosław Kobus       | Polska     | 2+2        | 28:42,5 | +3:07,7 |
| 64.   | Stanisław Karpiel    | Polska     | 2+2        | 29:56,7 | +4:21,9 |
| 68.   | Stanisław Kępka      | Polska     | 1+3        | 30:06,2 | +4:31,4 |
| 79.   | Krzysztof Uklejewicz | Polska     | 2+4        | 31:55,5 | +6:20,7 |

### Bieg pościgowy – 12,5 km[11]
- Data: 18 marca 2005

| Medal | Zawodnik            | Narodowość | Strzelanie | Wynik   | Strata  |
| ----- | ------------------- | ---------- | ---------- | ------- | ------- |
|       | Simon Fourcade      | Francja    | 2+0+0+2    | 39:12,2 |         |
|       | Emil Hegle Svendsen | Norwegia   | 3+1+3+1    | 39:42,1 | +29,9   |
|       | Stian Navik         | Norwegia   | 3+2+0+2    | 40:30,8 | +1:18,6 |
| ...   | ...                 | ...        | ...        | ...     | ...     |
| 38.   | Mirosław Kobus      | Polska     | 1+1+3+4    | 46:05,7 | +6:53,5 |

### Bieg sztafetowy – 4×7,5km[12]
- Data: 20 marca 2005

| Medal | Drużyna                                                                              | Strzelanie                               | Wynik      | Strata  |
| ----- | ------------------------------------------------------------------------------------ | ---------------------------------------- | ---------- | ------- |
|       | Niemcy · Norbert Schiller · Jens Zimmer · Steve Renner · Christoph Knie              | 0+10 0+5 0+3 0+1 0+2 0+2 0+2 0+1 0+3 0+1 | 1:25:45,02 |         |
|       | Francja · Tanguy Roche · Vincent Porret · Vincent Jay · Simon Fourcade               | 1+7 1+1 0+3 0+0 1+3 1+0 0+0 0+1 0+1 0+0  | 1:27:14,26 | +1:29,2 |
|       | Kanada · Jaime Robb · Patrick Cote · Nathan Smith · Jean-Philippe Leguellec          | 0+5 0+5 0+0 0+2 0+1 0+0 0+3 0+2 0+1 0+1  | 1:27:30,35 | +1:45,3 |
| ...   | ...                                                                                  | ...                                      | ...        | ...     |
| 11.   | Polska · Stanisław Kępka · Krzysztof Uklejewicz · Mirosław Kobus · Stanisław Karpiel | 0+6 3+7 0+0 0+1 0+1 0+0 0+3 3+3 0+2 0+3  | 1:32:37,83 | +6:52,8 |

## Wyniki mężczyzn (juniorzy młodsi)

### Bieg indywidualny – 12,5 km[13]
- Data: 14 marca 2005

| Medal | Zawodnik        | Narodowość | Strzelanie | Wynik   | Strata   |
| ----- | --------------- | ---------- | ---------- | ------- | -------- |
|       | Wiktor Wasiljew | Rosja      | 0+1+0+0    | 40:23,8 |          |
|       | Mario Drescher  | Austria    | 0+1+0+0    | 41:02,3 | +38,5    |
|       | Anders Bratli   | Norwegia   | 0+1+2+0    | 41:36,3 | +1:12,5  |
| 4.    | Łukasz Szczurek | Polska     | 1+1+0+0    | 41:59,7 | +1:35,9  |
| ...   | ...             | ...        | ...        | ...     | ...      |
| 24.   | Sebastian Witek | Polska     | 2+2+0+1    | 46:07,4 | +5:43,6  |
| 62.   | Adam Kwak       | Polska     | 4+2+3+2    | 51:24,6 | +11:00,8 |
| 70.   | Tomasz Puda     | Polska     | 3+2+2+2    | 53:22,2 | +12:58,4 |

### Bieg sprinterski – 7,5 km[14]
- Data: 16 marca 2005

| Medal | Zawodnik        | Narodowość | Strzelanie | Wynik   | Strata  |
| ----- | --------------- | ---------- | ---------- | ------- | ------- |
|       | Anders Bratli   | Norwegia   | 0+0        | 21:01,8 |         |
|       | Klemen Bauer    | Słowenia   | 2+1        | 21:08,5 | +6,7    |
|       | Ołeksandr Kołos | Ukraina    | 1+1        | 21:50,3 | +48,5   |
| ...   | ...             | ...        | ...        | ...     | ...     |
| 5.    | Łukasz Szczurek | Polska     | 0+2        | 22:12,7 | +1:10,9 |
| 18.   | Adam Kwak       | Polska     | 1+3        | 22:48,1 | +1:46,3 |
| 33.   | Sebastian Witek | Polska     | 2+2        | 23:32,6 | +2:30,8 |
| 70.   | Tomasz Puda     | Polska     | 4+2        | 26:01,0 | +4:59,2 |

### Bieg pościgowy – 10 km[15]
- Data: 18 marca 2005

| Medal | Zawodnik        | Narodowość | Strzelanie | Wynik   | Strata  |
| ----- | --------------- | ---------- | ---------- | ------- | ------- |
|       | Anders Bratli   | Norwegia   | 1+0+1+2    | 32:49,8 |         |
|       | Martin Eng      | Norwegia   | 0+0+3+1    | 33:50,5 | +1:00,7 |
|       | Arild Askestad  | Norwegia   | 0+0+1+2    | 33:55,3 | +1:05,5 |
| ...   | ...             | ...        | ...        | ...     | ...     |
| 16.   | Łukasz Szczurek | Polska     | 4+1+2+1    | 36:32,6 | +3:42,8 |
| 18.   | Adam Kwak       | Polska     | 3+2+1+2    | 36:48,0 | +3:58,2 |
| 56.   | Sebastian Witek | Polska     | 4+5+3+3    | 42:40,4 | +9:50,6 |

### Bieg sztafetowy – 3×7,5km[16]
- Data: 19 marca 2005

| Medal | Drużyna                                                           | Strzelanie                      | Wynik     | Strata  |
| ----- | ----------------------------------------------------------------- | ------------------------------- | --------- | ------- |
|       | Norwegia · Arild Askestad · Martin Eng · Anders Bratli            | 0+3 0+2 0+0 0+2 0+2 0+0 0+1 0+0 | 1:06:31,7 |         |
|       | Kanada · Marc-Andre Bedard · Maxime Leboeuf · Brendan Green       | 1+6 0+5 1+3 0+2 0+2 0+2 0+1 0+1 | 1:08:05,2 | +1:33,5 |
|       | Ukraina · Witalij Kożuszko · Witalij Kilczystki · Ołeksandr Kołos | 0+7 0+4 0+1 0+1 0+3 0+1 0+3 0+2 | 1:08:43,1 | +2:11,4 |
| ...   | ...                                                               | ...                             | ...       | ...     |
| 12.   | Polska · Sebastian Witek · Łukasz Szczurek · Adam Kwak            | 2+7 4+7 2+3 0+1 0+3 2+3 0+1 2+3 | 1:12:41,8 | +6:10,1 |

## Tabela medalowa
| Miejsce | Państwo   |   |   |   | Razem |
| ------- | --------- | - | - | - | ----- |
| 1.      | Norwegia  | 5 | 2 | 4 | 11    |
| 2.      | Rosja     | 4 | 3 | 5 | 12    |
| 3.      | Niemcy    | 3 | 2 |   | 5     |
| 4.      | Francja   | 2 | 3 | 1 | 6     |
| 5.      | Białoruś  | 2 |   | 1 | 3     |
| 6.      | Ukraina   |   | 2 | 2 | 4     |
| 7.      | Kanada    |   | 1 | 1 | 2     |
| =8.     | Austria   |   | 1 |   | 1     |
| =8.     | Czechy    |   | 1 |   | 1     |
| =8.     | Słowenia  |   | 1 |   | 1     |
| =11.    | Estonia   |   |   | 1 | 1     |
| =11.    | Finlandia |   |   | 1 | 1     |